# Baron Nugent
Wicehrabiowie Clare i baronowie Nugent 1. kreacji (parostwo Irlandii)
- 1767–1788: Robert Craggs-Nugent, 1. wicehrabia Clare

Hrabiowie Nugent 1. kreacji (parostwo Irlandii)
- 1776–1788: Robert Craggs-Nugent, 1. hrabia Nugent
- 1788–1813: George Nugent-Temple-Grenville, 1. markiz Buckingham i 2. hrabia Nugent
- 1813–1839: Richard Temple-Nugent-Brydges-Chandos-Grenville, 1. książę Buckingham i Chandos oraz 3. hrabia Nugent
- 1839–1861: Richard Plantagenet Temple-Nugent-Brydges-Chandos-Grenville, 2. książę Buckingham i Chandos oraz 4. hrabia Nugent
- 1861–1889: Richard Plantagenet Campbell Temple-Nugent-Brydges-Chandos-Grenville, 3. książę Buckingham i Chandos oraz 5. hrabia Nugent

Baronowie Nugent 2. kreacji (parostwo Irlandii)
- 1800–1812: Mary Nugent, 1. baronowa Nugent
- 1812–1850: George Nugent-Grenville, 2. baron Nugent

Baronowie Nugent 3. kreacji (parostwo Zjednoczonego Królestwa)
- 1960–1973: Terence Edmund Gascoigne Nugent, 1. baron Nugent